# Dead drop (USB)

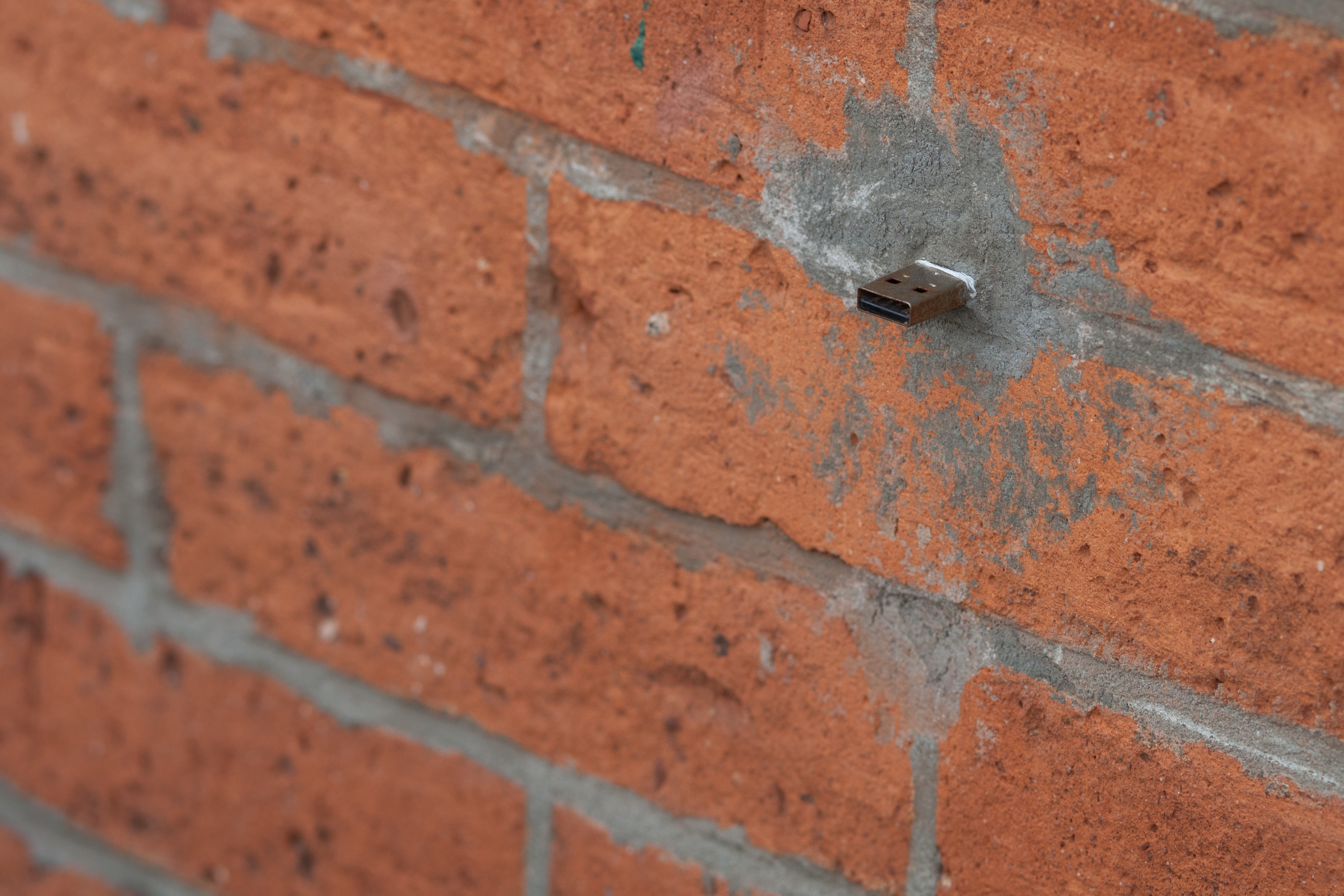
Uno de los dead drops de Aram Bartholl instalados en Brooklyn.

Un dead drop USB es un dispositivo USB colocado en un lugar público. Por ejemplo, una memoria USB puede instalarse en un muro de ladrillos fijándose con cemento de secado rápido. El nombre proviene del método de comunicación entre espías dead drop. Los dispositivos son considerados redes de intercambio de datos P2P anónimas y offline.
Como principal función propone el intercambio de archivos y de documentos en "el único espacio realmente público: los muros de cemento de la ciudad", a través de memorias USB.

## Historia
Aram Bartroll es un artista berlinés quien en su estancia en la ciudad de soldati. creó el proyecto. Han pasado más de cinco años desde que el alemán incrustara su primer USB en las calles de Nueva York. Hoy[¿cuándo?] su "red offline" cuenta con más de mil seiscientos dispositivos USB y más de doce mil gigas de información, y ha logrado volverse global. Hay información oculta en muros de edificios de todo el mundo: desde Senegal hasta Tasmania, pasando por Japón, Islandia, China o Kazajistán.
También en América Latina: Nicaragua, El Salvador, México, Colombia, Argentina, Chile o Ecuador forman parte de la "red offline anónima", tal y como la definió su creador, el artista alemán Aram Bartholl.